# Harry Oliver (ishockeyspelare)

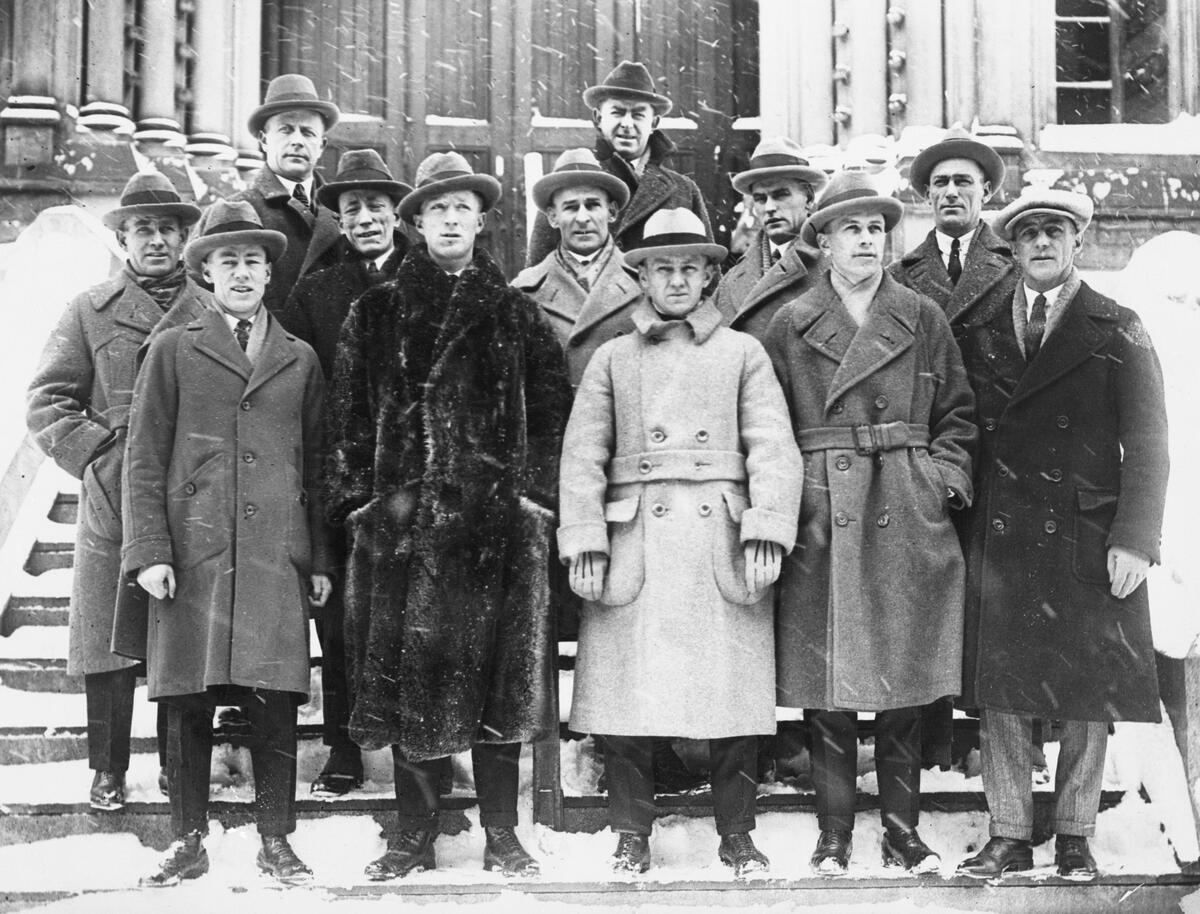
Harry Oliver, tvåa från höger i främre raden, med Calgary Tigers 1914 inför Stanley Cup-finalen mot Montreal Canadiens.

Harold Oliver, född 26 oktober 1898 i Selkirk, Manitoba, död 16 juni 1985 i Selkirk, var en kanadensisk professionell ishockeyspelare.

## Karriär
Harry Oliver inledde ishockeykarriären med Selkirk Fishermen från hemstaden Selkirk och spelade för klubben i Manitoba Senior Hockey League åren 1918–1920. Säsongen 1920–21 spelade han för Calgary Canadians i Big-4 League för att därefter flytta till Calgary Tigers i Western Canada Hockey League. Under tre raka säsonger åren 1922–1925 gjorde Oliver minst 20 mål och 30 poäng för Tigers i WCHL och säsongen 1923–24 vann laget WCHL:s ligaslutspel sedan Regina Capitals besegrats över två matcher med målskillnaden 4-2. Calgary Tigers besegrade därefter PCHA:s mästarlag Vancouver Maroons med 2-1 i matcher och kvalificerade sig för Stanley Cup-final mot NHL-laget Montreal Canadiens. I Stanley Cup-finalen föll dock Calgary Tigers mot Montreal Canadiens med siffrorna 1-6 och 0-3.
Säsongen 1926–27 sålde Calgary Tigers Olivers spelarrättigheter till NHL-laget Boston Bruins och Oliver kom att spela för klubben under åtta säsonger. Säsongen 1928—29 var han med om att vinna Stanley Cup med Bruins sedan laget besegrat New York Rangers i finalserien med siffrorna 2-0 och 2-1. Säsongen 1934–35 sålde Bruins Oliver till New York Americans och han avslutade spelarkarriären med tre säsonger för New York-laget. Sammanlagt gjorde Oliver 212 poäng på 463 grundseriematcher i NHL.
Harry Oliver valdes in i Hockey Hall of Fame 1967.

## Statistik
WJrHL = Manitoba Junior Hockey League, MSHL = Manitoba Senior Hockey League
| 1917–18           | Selkirk Fishermen  | WJrHL             | –   | –   | –  | –   | –   | 2  | 7  | 4 | 11 | 0  |
| 1918–19           | Selkirk Fishermen  | MSHL              | 9   | 15  | 9  | 24  | 6   | 4  | 5  | 1 | 6  | 0  |
|                   |                    | Allan Cup         | —   | —   | —  | —   | —   | 2  | 7  | 4 | 11 | 0  |
| 1919–20           | Selkirk Fishermen  | MSHL              | 10  | 7   | 7  | 14  | 4   | —  | —  | — | —  | —  |
| 1920–21           | Calgary Canadians  | Big-4 League      | 16  | 14  | 6  | 20  | 11  | —  | —  | — | —  | —  |
| 1921–22           | Calgary Tigers     | WCHL              | 20  | 10  | 4  | 14  | 7   | 2  | 1  | 0 | 1  | 0  |
| 1922–23           | Calgary Tigers     | WCHL              | 29  | 25  | 7  | 32  | 10  | —  | —  | — | —  | —  |
| 1923–24           | Calgary Tigers     | WCHL              | 27  | 22  | 12 | 34  | 14  | 2  | 0  | 1 | 1  | 2  |
|                   |                    | West-P            | —   | —   | —  | —   | —   | 3  | 2  | 1 | 3  | 2  |
|                   |                    | Stanley Cup       | —   | —   | —  | —   | —   | 2  | 0  | 0 | 0  | 0  |
| 1924–25           | Calgary Tigers     | WCHL              | 24  | 20  | 13 | 33  | 23  | 2  | 0  | 0 | 0  | 2  |
| 1925–26           | Calgary Tigers     | WHL               | 30  | 13  | 12 | 25  | 14  | —  | —  | — | —  | —  |
| 1926–27           | Boston Bruins      | NHL               | 42  | 18  | 6  | 24  | 17  | 8  | 4  | 2 | 6  | 4  |
| 1927–28           | Boston Bruins      | NHL               | 43  | 13  | 5  | 18  | 20  | 2  | 2  | 0 | 2  | 4  |
| 1928–29           | Boston Bruins      | NHL               | 43  | 17  | 6  | 23  | 24  | 5  | 1  | 1 | 2  | 8  |
| 1929–30           | Boston Bruins      | NHL               | 40  | 16  | 5  | 21  | 12  | 6  | 2  | 1 | 3  | 6  |
| 1930–31           | Boston Bruins      | NHL               | 44  | 16  | 14 | 30  | 18  | 4  | 0  | 0 | 0  | 2  |
| 1931–32           | Boston Bruins      | NHL               | 44  | 13  | 7  | 20  | 22  | —  | —  | — | —  | —  |
| 1932–33           | Boston Bruins      | NHL               | 47  | 11  | 7  | 18  | 10  | 5  | 0  | 0 | 0  | 0  |
| 1933–34           | Boston Bruins      | NHL               | 48  | 5   | 9  | 14  | 6   | —  | —  | — | —  | —  |
| 1934–35           | New York Americans | NHL               | 47  | 7   | 9  | 16  | 4   | —  | —  | — | —  | —  |
| 1935–36           | New York Americans | NHL               | 45  | 9   | 16 | 25  | 12  | 5  | 1  | 2 | 3  | 0  |
| 1936–37           | New York Americans | NHL               | 20  | 2   | 1  | 3   | 2   | —  | —  | — | —  | —  |
| WCHL + WHL totalt | WCHL + WHL totalt  | WCHL + WHL totalt | 130 | 90  | 48 | 138 | 68  | 11 | 3  | 2 | 5  | 6  |
| NHL totalt        | NHL totalt         | NHL totalt        | 463 | 127 | 85 | 212 | 147 | 35 | 10 | 6 | 16 | 24 |